# 哈米德大屠殺

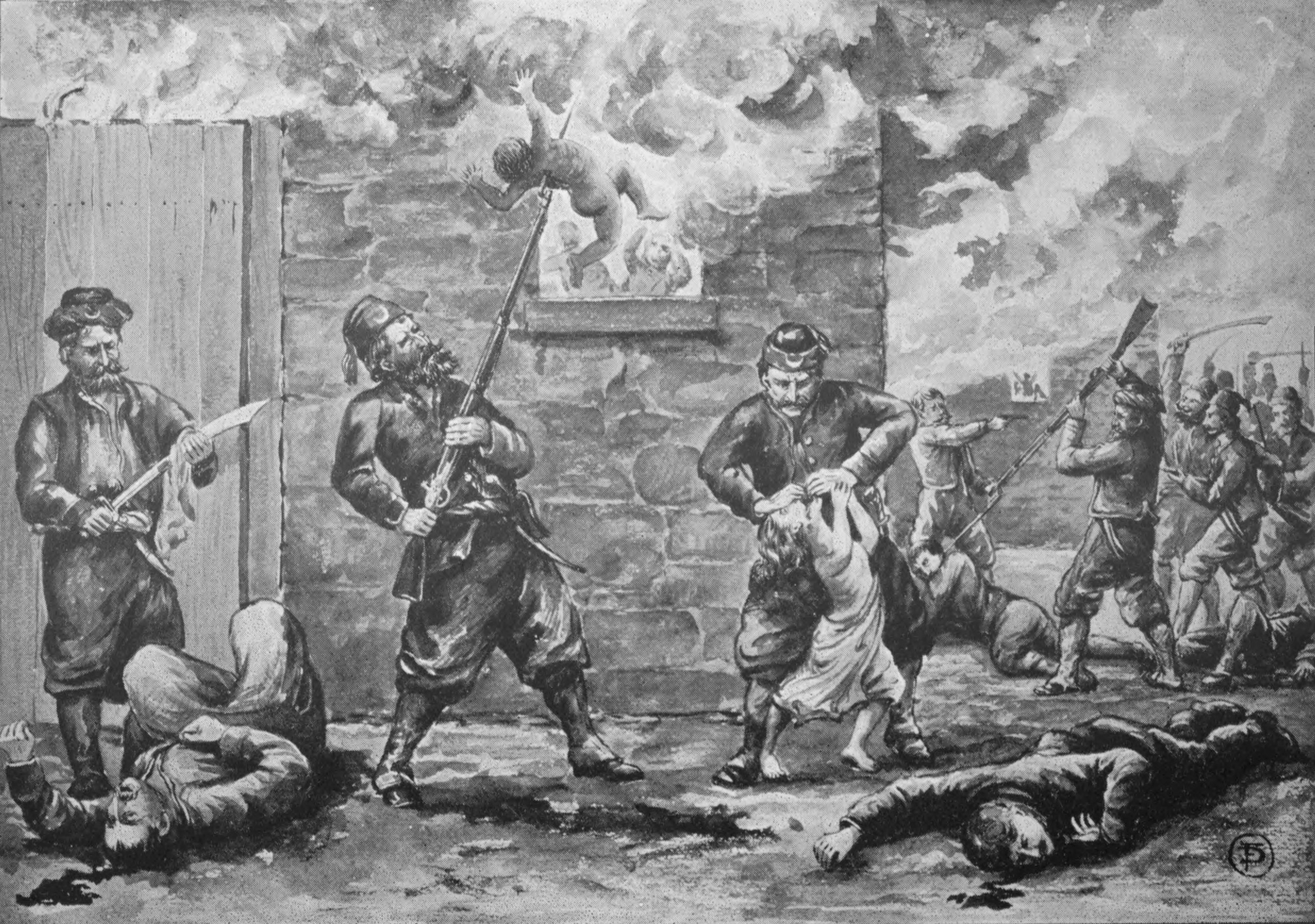
哈米德大屠殺描画

哈米德大屠殺，是發生在1894年-1896年奧斯曼帝國境內對亞美尼亞人的殺戮，估計傷亡人數從80,000到300,000不等，並導致50000名兒童成為孤兒。大屠殺以奧斯曼帝國蘇丹阿卜杜勒·哈米德二世命名，他在努力維護崩潰的奧斯曼帝國的帝國領域時，重申泛伊斯蘭主義是一種國家意識形態。雖然大屠殺主要針對亞美尼亞人，但在某些情況下，他們變成了濫殺無辜的反基督教大屠殺，例如迪亞巴克爾大屠殺，至少根據一個當代消息來源，至少有25,000名亞述人也被殺害。
大屠殺始於1894年的奧斯曼安納托利亞內陸，隨後在接下來的幾年中變得越來越普遍。 1894年至1896年間，大多數謀殺案發生在那裡。繼國際社會對阿卜杜勒·哈米德的譴責之後，大屠殺在1897年開始逐漸減少(因這發生在電報可以在全世界傳播新聞的時候，大屠殺在西歐和美國的媒體上得到廣泛報導)。

## 背景
奧斯曼帝國對亞美尼亞人的敵意起源於19世紀最後四分之一世紀巴爾幹民族自決所引發的。長期以來被視為齊米的亞美尼亞人，開始於19世紀60年代中期和19世紀70年代初期，要求進行民事改革和得到政府更好的待遇。他們要求結束對土地的掠奪，“庫爾德人和切爾克斯人在亞美尼亞城鎮的搶劫和謀殺，稅收過程中的不當行為，政府官員的犯罪行為以及拒絕接受基督徒作為審判中的證人。”中央政府沒有注意到這些要求。當一種新生的民族主義在安納托利亞的亞美尼亞人中傳播，包括要求平等權利和推動自治時，奧斯曼帝國領導人認為帝國的伊斯蘭特徵甚至其存在都受到了威脅。

## 亞美尼亞人問題
1877年至1878年俄羅斯在俄土戰爭中取得軍事成功，奧斯曼帝國在各個領域的明顯削弱，包括金融，領土、一些亞美尼亞人希望有一天，所有亞美尼亞領土都可能被俄羅斯統治，導致生活在奧斯曼帝國內部的亞美尼亞人產生新的騷動。亞美尼亞人派遣一個由Mkrtich Khrimian領導的代表團前往1878年的柏林會議，遊說歐洲大國在最終的和平協議中為其親屬提供適當的保障。
然而，蘇丹並沒有準備放棄任何權力。阿卜杜勒·哈米德認為奧斯曼帝國的困境源於“基督教世界無休止的迫害和敵意”。他認為奧斯曼亞美尼亞人是外國敵對的延伸，歐洲可以通過這種手段在“最重要的地方，撕掉了我們的內心”。

## 哈米德耶
“柏林條約”（1878年）第61條所載的亞美尼亞省改革條款最終沒有得到執行，而是被進一步鎮壓所遵循。 1881年1月2日，歐洲大國發出的集體記錄提醒蘇丹改革的承諾也未能促使他採取行動。奧斯曼帝國的東部省份在歷史上是不安全的; 庫爾德叛亂分子襲擊城鎮居民並且不受懲罰。在1890年至1891年期間，在帝國過於軟弱無力或不願意制止它們的時候，蘇丹阿卜杜勒·哈米德二世給予庫爾德匪徒半官方地位。主要由庫爾德部落組成，但也包括土耳其人，尤魯克，阿拉伯人，土庫曼人和切爾克斯人，並由國家武裝，他們後來被稱為哈米迪耶。哈米迪耶和庫爾德的強盜們可以自由地攻擊亞美尼亞人，沒收穀物，食品和驅趕牲畜，並有信心逃避懲罰，因為他們只接受軍事法庭的審判。面對這種虐待和暴力，亞美尼亞人建立了革命組織和美尼亞革命聯邦。兩派多次發生衝突。

## 大屠殺
大國（英國，法國，俄羅斯）迫使哈米德簽署一項新的改革方案，旨在遏制1895年10月哈米迪耶的權力，這與柏林條約一樣，從未實施過。1895年10月1日，兩千名亞美尼亞人聚集在君士坦丁堡，請求實施改革，但奧斯曼警察部隊聚集在一起，並以暴力方式將其趕走。據說蘇丹在收到改革方案後說：“這項業務將以血結束。”
不久，在伊斯坦堡爆發對亞美尼亞人的大屠殺，然後吞沒了其他亞美尼亞人居住的比特利斯、迪亚巴克尔、埃尔祖鲁姆、Mamurel-ul-Aziz、錫瓦斯、特拉布宗和凡城。成千上萬人在穆斯林鄰居和政府士兵的手中喪生，在1895年至1896年的寒冷冬季，還有更多人死亡。
殺戮一直持續到1897年。在那一年，蘇丹哈米德宣布完結亞美尼亞問題。於是，許多亞美尼亞革命分子要么被殺，要么逃到俄羅斯。奧斯曼帝國政府中止了亞美尼亞社區的一切活動，並鎮壓了亞美尼亞的政治運動。在大屠殺期間，一些非亞美尼亞團體也遭到襲擊。法國的外交函件顯示，哈米迪耶不僅對亞美尼亞人進行屠殺，還對生活在迪亞巴克爾，哈桑基夫，錫瓦斯和安納托利亞其他地區的亞述人進行屠殺。

## 死亡人數
雖然歷史學家常引用的數字從80,000到300,000不等，但無法確定有多少亞美尼亞人被殺
因此，第三方數據被認為是最可靠的。德國牧師Johannes Lepsius精心收集了有關的數據，在他的計算中，有88,243名亞美尼亞人被殺，546,000人成為難民，2,493個亞美尼亞村莊的破壞，其中456名的基督徒居民被強行皈依伊斯蘭教，伊斯蘭聖戰者褻瀆了649座教堂和修道院，將其中328座改建成清真寺。他還估計，由於飢荒和疾病導致的100,000名亞美尼亞人死亡人數增加到約200,000人。
另一方面，英國大使估計有10萬人在1895年12月初被殺。除亞美尼亞人外，約有25,000名亞述人和多達100,000名阿爾巴尼亞人也喪生。

## 國際反應
歐美諸國廣泛報導了帝國對亞美尼亞大屠殺的消息，並得到了外國政府和人道主義組織的強烈回應。
法國大使稱土耳其“火上澆油”，“大屠殺無處不在”，所有基督徒都“毫無區別地”被謀殺。法國副領事宣稱奧斯曼帝國“逐漸消滅基督教元素”通過“讓庫爾德首領全權委託他們做任何他們喜歡的事情，以基督徒為代價來充實自己，並滿足他們男人的一時興起。”
1895年9月“紐約時報”的一篇文章中的一個標題是“亞美尼亞大屠殺”，比利時國王利奧波德二世告訴英國首相索爾茲伯里，他準備派他的剛果部隊公民”入侵並佔領“亞美尼亞。大屠殺是美國總統格羅弗·克利夫蘭議程中的一個重要項目，在他1896年的總統參選綱領中，共和黨候選人威廉·麥金萊將拯救亞美尼亞人列為他在外交政策中的首要任務之一。
在大屠殺的高峰期1896年，阿卜杜勒·哈米德試圖限制來自土耳其的信息流動，並通過爭取有同情心的幫助者抵消西方活動家和記者的負面新聞。猶太復國主義領導人西奧多·赫茲爾對阿卜杜勒·哈米德個人要求利用“猶太人權力”以破壞歐洲人對亞美尼亞人的普遍同情的態度作出了狂熱的回應。通過他的接觸，帝國的好印像在一些歐洲報紙和雜誌上發表，而赫茲爾本人試圖在法國，英國，奧地利和其他地方的蘇丹和亞美尼亞黨派活動家之間進行調解失敗。赫茲爾承認，與阿卜杜勒·哈米德的安排是暫時的，他的服務是為了換取奧斯曼對猶太復國主義更有利的態度。 
儘管歐洲公眾對此表示了極大的同情，但沒有一個歐洲大國採取具體行動來緩解他們的困境。